# Сълаж
Сълаж e окръг в област Трансилвания, в северозападната част на Румъния, с административен център град Залъу (с население 71 580 души).

## География
Граничи с окръзите Бихор на запад, с Марамуреш и Сату Маре на север и Клуж на юг и изток.
Окръгът заема площ от 3864 km2. Заема територията между планината Апусени и Източните Карпати, известна като долината на р. Сомеш.
През 2002 г. в окръг Сълаж живеят 248 015 души, а гъстотата на населението е 64 жит./ km2. Основната част от населението са румънци, а 23,07% от населението са унгарци.
В окръг Сълаж има 4 града:
- Залъу
- Чеху Силванией
- Жибоу
- Шимлеу Силванией

## Икономика
Развити са най-вече:
- машиностроене и автомобилостроене;
- текстилна промишленост;
- хранително-вкусова промишленост;
- дървопреработка, мебелостроене, производство на хартия.

## Туризъм
Сред най-посещаваните туристически обекти са:
- музеите в гр. Залъу и Шимлеу Силванией;
- дървените църкви във Филду де Сус, Синмихаю Алмасулуи, Байка, Рачиш.
- замъците в Жибоу и Шимлеу Силванией